# Anette Detering
Anette Christina Detering (* 28. Juni 1966 in Stralsund) ist eine ehemalige deutsche Politikerin (Bündnis 90, dann Bündnis 90/Die Grünen). Sie war von 1991 bis 1995 Mitglied im Abgeordnetenhaus von Berlin und zuvor der Berliner Stadtverordnetenversammlung.

## Leben
Anette Detering begann nach dem Abitur an der Universität Greifswald 1984 ein Mathematikstudium, das sie 1989 mit dem Diplom abschloss. Sie ging dann nach Ost-Berlin an das Institut für Physikalische Chemie der Akademie der Wissenschaften der DDR.
Nach ihrer Zeit als Abgeordnete wechselte sie in den Bereich Buchhandel und Antiquariat, wo sie am Aufbau mehrerer Buchhandlungen beteiligt und bis 2010 tätig war.

## Politik
In der DDR engagierte sie sich in kirchlichen und kirchenunabhängigen Friedensgruppen, beispielsweise der Initiative Frieden und Menschenrechte (IFM). Sie errang für diese Initiative auf der Liste von Bündnis 90 ein Mandat in der ersten frei gewählten Ost-Berliner Stadtverordnetenversammlung. Anschließend gehörte sie, zunächst für Bündnis 90, dem Abgeordnetenhaus während einer Legislaturperiode an, 1993 als Fraktionsvorsitzende der gemeinsamen Fraktion von Grünen und Bündnis 90.
1989 hatte sie ihr Coming Out. Sie ist Mitorganisatorin der seit 2021 stattfindenden christlich homosexuellen Demonstration mit dem Titel „East Pride Berlin“.

## Veröffentlichungen
- mit Uta Rüchel, Marianne Subklew-Jeutner: Antreten zur Arbeit! Haftarbeit in Rüdersdorf. In: Beauftragte des Landes Brandenburg zur Aufarbeitung der Folgen der Kommunistischen Diktatur. Potsdam 2012.